# Cerro de São Pedro de Cabeças
O Cerro de São Pedro de Cabeças, igualmente denominado de Castro de Castro Verde, é um sítio arqueológico no Município de Castro Verde, na região do Baixo Alentejo, em Portugal. Apresenta vestígios de uma ocupação deste tempos remotos, tendo sido provavelmente habitada durante os períodos do neo-Calcolítico, segunda Idade do Ferro e romano. Situa-se nas imediações da Ermida de São Pedro das Cabeças. Apesar de ser conhecido igualmente como Castro de Castro Verde, os vestígios presentes no local não permitem determinar a presença de um povoado fortificado, apontando principalmente para a existência de um campo militar romano.

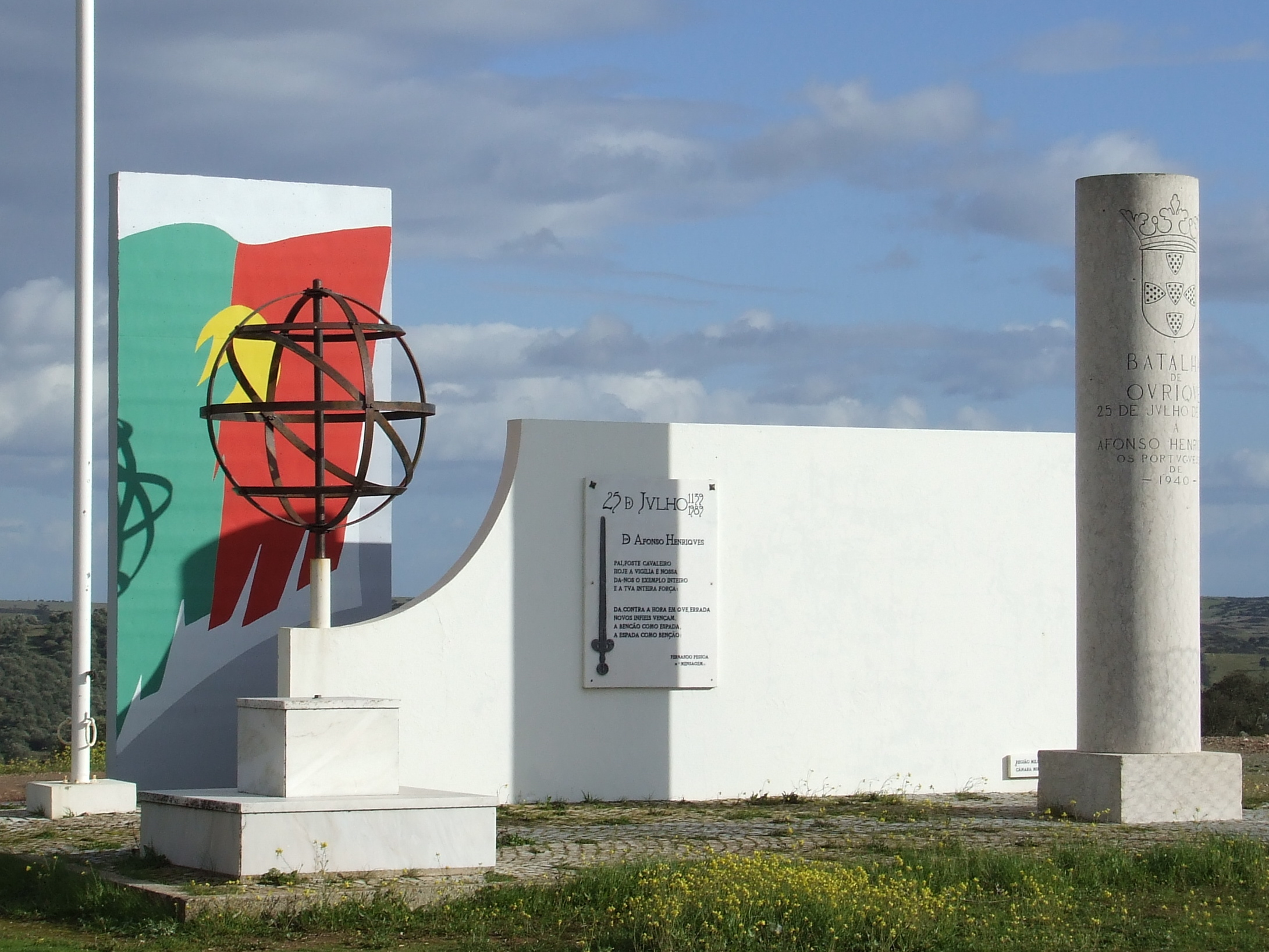
Monumento à Batalha de Ourique, situado junto ao sítio arqueológico.

## Descrição e história
O acesso ao local faz-se através de uma via asfaltada, a partir da estrada entre Castro Verde e Mértola.
De acordo com a tradição histórica, embora não verificada pelos documentos existentes, foi nas imediações do local de São Pedro das Cabeças que se deu a lendária Batalha de Ourique, em 1139. Perto dos vestígios arqueológicos situa-se a Ermida de São Pedro das Cabeças, construída em 1709, de acordo com uma data presente na mesma Segundo a tradição popular, este templo terá sido construído em comemoração da vitória do rei D. Afonso Henriques na batalha de 1139.
Em 1989, os vestígios arqueológicos foram danificados devido à execução de terraplanagens por parte do exército, e em 1998 foi descoberto um vasto espólio de grande interesse arqueológico à superfície junto à ermida, incluindo fragmentos de grandes dolia (es) (contentores romanos em cerâmica), ruínas de estruturas e uma grande quantidade de cerâmica de cariz proto-histórico. Neste sentido, foram realizados trabalhos de emergência no local, durante os quais foi identificado um pequeno santuário proto-histórico de pequenas dimensões, provavelmente do primeiro milénio a. C., e vestígios de uma necrópole por volta dos séculos III e IV d. C. tendo sido encontrada pelo menos uma sepultura. Na zona atingida pelas terraplanagens de 1989 foram descobertas as ruínas de um ou dois monumentos megalíticos, em pedra. O local também foi identificado como uma estrutura fortificada da Idade do Ferro.
O imóvel foi protegido como Monumento Nacional por um Decreto de 16 de Junho de 1910, mas foi desclassificado pela Declaração n.º 335/2009, de 15 de Setembro, por se considerar que o castro não existia, ou seja, que o sítio arqueológico não correspondia a um castro. Em 2016, a Câmara Municipal estava a planear um programa de valorização do local de São Pedro das Cabeças, que iria incluir a instalação de um percurso de visita em calçada portuguesa entre a capela e o monumento à Batalha de Ourique, passando pelo sítio arqueológico.